# Nasta
Nasta este o arie protejată (sit de importanță comunitară — SCI) din Suedia întinsă pe o suprafață de 1,73 ha, integral pe uscat.

## Localizare
Centrul sitului Nasta este situat la coordonatele 59°21′02″N 15°19′59″E / 59.350433°N 15.333138°E.

## Înființare
Situl Nasta a fost declarat sit de importanță comunitară în septembrie 2021 pentru a proteja 1 specie de plante.

## Biodiversitate
Situată în ecoregiunea boreală, aria protejată nu include niciun habitat protejat.
La baza desemnării sitului se află o specie protejată de  plante: Saxifraga osloensis.